# Battling Butler
Battling Butler is een stomme film uit 1926 onder regie van Buster Keaton.

## Verhaal
Alfred wordt door zijn vader naar de bergen gestuurd om hier een man te worden. Terwijl hij doet wat hem opgedragen wordt, valt hij al snel voor een aantrekkelijke dame die ook verblijft in de bergen. Wanneer hij in de krant een artikel leest over een bokser die sprekend op hem lijkt, maakt hij haar wijs dat hij die bokser is, in de hoop het meisje te imponeren. Wanneer ze hem inschrijft voor kampioenschappen, beginnen de problemen.

## Rolverdeling
| Acteur           | Personage                         |
| ---------------- | --------------------------------- |
| Buster Keaton    | Alfred Butler                     |
| Sally O'Neil     | Het meisje in de bergen           |
| Walter James     | Vader van het meisje in de bergen |
| Francis McDonald | Alfred Battling Butler            |